# Black Ridge
Black Ridge (englisch für Schwarzer Gebirgskamm) ist ein markanter, 11 km langer und 1500 m hoher Gebirgskamm im ostantarktischen Viktorialand. Er ragt in der Deep Freeze Range auf und bildet die Wasserscheide zwischen dem Priestley- und dem Corner-Gletscher.
Die Nordgruppe der britischen Terra-Nova-Expedition (1910–1913) erkundete den Gebirgskamm erstmals und benannte ihn deskriptiv nach seiner Erscheinung.